# Graslandnepkapoentje
Graslandnepkapoentje (Rhyzobius litura) is een keversoort uit de familie lieveheersbeestjes (Coccinellidae). De wetenschappelijke naam van de soort is voor het eerst geldig gepubliceerd in 1787 door Fabricius.

## Kenmerken
De kevers zijn 2,5 tot 3,8 mm lang en hebben een afgerond lichaam. Ze behoren tot de Europese soorten waarbij slechts een klein deel (ongeveer 7%) volledig functionele vleugels heeft. De dieren zijn donkerrood tot bruin van kleur. Aan de rand van de dekschilden bevindt zich een zwarte boog; bovenaan loopt deze boog rond, onderaan in een zigzagpatroon. Ze hebben drie vage stippen op elk dekschild, die vanwege hun beharing mat zijn. De voelsprieten van de kevers zijn relatief lang in verhouding tot de lichaamslengte.
De kleur van Rhyzobius litura is zeer variabel. Het kan niet betrouwbaar worden gebruikt om het Rhyzobius chrysomeloides te onderscheiden. Naast de minder convexe, langwerpige lichaamsvorm van Rhyzobius chrysomeloides, is het pronotum bij Rhyzobius chrysomeloides ronder en aan de basis toegespitst. De kielen van het prosternum zijn parallel tussen de coxen van de voorpoten. Een betrouwbare soortidentificatie is in veel gevallen alleen mogelijk door microscopisch onderzoek van de genetalien.

## Voorkomen en leefgebied
Het komt voor in West-Europa, vooral in Groot-Brittannië, voorkomt. In Groot-Brittannië is het de meest voorkomende lieveheersbeestjessoort. Het wordt zelfs gevonden op de Azoren. Het leeft in mildere gebieden van Duitsland, zoals Baden-Württemberg. In het zuidoosten strekt het verspreidingsgebied zich uit tot Bulgarije en Griekenland. Het overlapt vaak met dat van de verwante soort Rhyzobius chrysomeloides.
De soort leeft in bossen op bomen en verschillende kruidachtige planten op plaatsen waar ze beschermd zijn tegen wind en weer.

## Levenswijze
De dieren laten zich bij gevaar vanwege hun slechte vliegvermogen op de grond vallen. Ze voeden zich net als veel van hun verwanten voornamelijk met bladluizen. De paring vindt plaats in de zomer tot laat in de zomer, waarna het vrouwtje 6 of 8 eieren legt. De eieren overwinteren, de larven komen in het voorjaar uit.